# Gabriel Beristáin
Luis Gabriel Beristáin, ASC, BSC, AMC (9 de febrero de 1955) es un cineasta, director de fotografía, productor y director de televisión mexicano conocido por su trabajo en numerosas películas como Su distinguida señoría, La trama, Blade II y Street Kings y varias entradas en Universo cinematográfico de Marvel, incluida la serie de televisión Agent Carter.
Ha colaborado con cineastas como Guillermo del Toro, Derek Jarman, David Mamet y David Ayer. Es miembro activo tanto de la Academia de Artes y Ciencias Cinematográficas como de la Academia Británica de Artes Cinematográficas y Televisivas.

## Vida y carrera
Beristáin nació en la Ciudad de México, hijo del actor Luis Beristáin . Su interés por el cine comenzó con su participación en la escena cinematográfica independiente de México de los setenta. Estudió Ingeniería en el Instituto Politécnico Nacional y después se incorporó a un nuevo programa de Estudios Cinematográficos en la escuela, mientras que también producía videos didácticos para el departamento de salud de la escuela.
Después de filmar varios documentales, fundó una pequeña productora comercial, antes de mudarse a Italia en 1977. Por recomendación del director Sergio Leone, se trasladó al Reino Unido, donde se matriculó en la prestigiosa Escuela Nacional de Cine y Televisión, que aceptaba solo 25 alumnos al año. Fue uno de los cinco extranjeros que fueron aceptados en la escuela y estudió cinematografía con Oswald Morris y Billy Williams .
Su primer largometraje como director de fotografía fue la película de terror colombiana de 1983 Carne de tu carne, por la que ganó el Premio a la Mejor Fotografía en el Festival de Cine de Bogotá. Su trabajo en la película Caravaggio de Derek Jarman de 1986 le valió un Premio Especial Oso de Plata en el Festival Internacional de Cine de Berlín . Beristáin fue uno de los varios directores de fotografía de la antología Aria de 1987, que fue nominada a una Palma de Oro en el Festival de Cine de Cannes. Allen Daviau sugirió que se mudara a Hollywood, donde podría aplicar su talento y su visión única de las culturas mexicana y anglosajona. Ha sido miembro de la Sociedad Británica de Cinefotógrafos desde 1990 y de la Sociedad Estadounidense de Cinefotógrafos desde 2002.

## Influencias
Gregg Toland, Freddie Young, Emmanuel Lubezki, Roger Deakins

## Filmografía
| Films that have not yet been released | Películas que no han tenido lanzamiento aún |

### Director de fotografía
| Year | Title                               | Director                             | Notes                                                |
| ---- | ----------------------------------- | ------------------------------------ | ---------------------------------------------------- |
| 1983 | Carne de tu carne                   | Carlos Mayolo                        | Festival de Cine de Bogotá                           |
| 1984 | On a Clear Day You Can See Damascus | Eran Riklis                          |                                                      |
| 1985 | Christmas Present                   | Tony Bicât                           |                                                      |
| 1986 | Caravaggio                          | Derek Jarman                         | Oso de Plata                                         |
| 1987 | Aria                                | Ken Russell Nicolas Roeg Bill Bryden | Segmentos: "Turnadot", "I pagliacci" & Wraparound    |
| 1988 | Joyriders                           | Aisling Walsh                        |                                                      |
| 1988 | The Courier                         | Frank Deasy Joe Lee                  |                                                      |
| 1989 | Venus Peter                         | Ian Sellar                           |                                                      |
| 1990 | Waiting for the Light               | Christopher Monger                   |                                                      |
| 1991 | The Orchid House                    | Horace Ové                           |                                                      |
| 1991 | K2                                  | Franc Roddam                         |                                                      |
| 1992 | Su distinguida señoría              | Jonathan Lynn                        |                                                      |
| 1993 | Blood In Blood Out                  | Taylor Hackford                      |                                                      |
| 1993 | Fatal Instinct                      | Carl Reiner                          |                                                      |
| 1994 | Greedy                              | Jonathan Lynn                        |                                                      |
| 1995 | Dolores Claiborne                   | Taylor Hackford                      |                                                      |
| 1997 | Trial and Error                     | Jonathan Lynn                        |                                                      |
| 1997 | La trama                            | David Mamet                          |                                                      |
| 1998 | Tale of the Mummy                   | Russell Mulcahy                      |                                                      |
| 1999 | The Comet                           | José Buil Marisa Sistach             | Nominación- Ariel de Plata para Mejor Cinematografía |
| 1999 | Molly                               | John Duigan                          |                                                      |
| 2002 | Blade II                            | Guillermo del Toro                   |                                                      |
| 2003 | S.W.A.T.                            | Clark Johnson                        |                                                      |
| 2004 | Blade: Trinity                      | David S. Goyer                       |                                                      |
| 2005 | The Ring Two                        | Hideo Nakata                         |                                                      |
| 2006 | The Shaggy Dog                      | Brian Robbins                        |                                                      |
| 2006 | The Sentinel                        | Clark Johnson                        |                                                      |
| 2007 | Invisible                           | David S. Goyer                       |                                                      |
| 2008 | Street Kings                        | David Ayer                           |                                                      |
| 2009 | Princess Kaiulani                   | Marc Forby                           |                                                      |
| 2010 | And Soon the Darkness               | Marcos Efron                         |                                                      |
| 2011 | There Be Dragons                    | Roland Joffé                         |                                                      |
| 2012 | Item 47                             | Louis D'Esposito                     | Marvel One-Shot cortometraje                         |
| 2013 | Agent Carter                        | Louis D'Esposito                     | Marvel One-Shot cortometraje                         |
| 2014 | The Book of Life                    | Jorge R. Gutiérrez                   |                                                      |
| 2021 | Black Widow                         | Cate Shortland                       |                                                      |
| 2024 | The Beekeeper                       | David Ayer                           |                                                      |
| 2024 | Harold and the Purple Crayon        | Carlos Saldanha                      |                                                      |

### Otros puestos
| Año  | Título                     | Director        | DoP.                 | Notas                                             |
| ---- | -------------------------- | --------------- | -------------------- | ------------------------------------------------- |
| 1993 | Amplio mar de los Sargazos | John Duigan     | Geoff Burton         | Director de fotografía: Norte de Inglaterra       |
| 1996 | El fantasma y la oscuridad | Stephen Hopkins | Vilmos Zsigmond      | Fotografía de segunda unidad                      |
| 1999 | La milla verde             | Frank Darabont  | David Tattersall     | Director de fotografía: Secuencias contemporáneas |
| 2006 | La última vez              | Miguel Caleo    | Tim Suhrstedt        | Fotografía adicional                              |
| 2008 | Hombre de Acero            | Jon Favreau     | Matthew Libatique    | Fotografía adicional                              |
| 2010 | El Hombre de Hierro 2      | Jon Favreau     | Matthew Libatique    | Fotografía adicional                              |
| 2012 | Los vengadores             | Joss Whedon     | Seamus McGarvey      | Fotografía adicional                              |
| 2013 | Iron Man 3                 | Shane negro     | John Toll            | Director de fotografía: China                     |
| 2013 | Thor: El Mundo Oscuro      | Alan Taylor     | Kramer Morgenthau    | Fotografía adicional                              |
| 2014 | Sabotaje                   | David Ayer      | Bruce McCleery       | Director de fotografía: Los Ángeles               |
| 2014 | Furia                      | David Ayer      | Roman Vasyanov       | Director de fotografía: Los Ángeles               |
| 2014 | Guardianes de la Galaxia   | James Gunn      | Ben Davis            | Fotografía adicional                              |
| 2016 | Escuadrón suicida          | David Ayer      | Roman Vasyanov       | Fotografía adicional                              |
| 2017 | Thor: Ragnarok             | Taika Waititi   | Javier Aguirresarobe | Fotografía adicional                              |

### Series
| Año     | Título                    | Notas                   |
| ------- | ------------------------- | ----------------------- |
| 1987    | Pertenencias perdidas     | Miniserie ; 6 episodios |
| 1988    | Nubes                     | Miniseries; 2 episodios |
| 1991    | La casa de las orquídeas  | Miniseries; 4 episodios |
| 1998    | Te lo digo por última vez | Especial en vivo        |
| 2002    | El legado                 | Piloto fallido          |
| 2010    | Hawaii Five-0             | Episodio: "Piloto"      |
| 2012-13 | ciudad mágica             | 11 episodios            |
| 2014    | La tension                | 4 episodios             |
| 2015    | Agente Carter             | 8 episodios             |
| 2015    | Estrategia de escape      | Piloto fallido          |
| 2016-18 | MacGyver                  | 22 episodios            |

## Premios y nominaciones
- 1984 Festival de Cine de Bogotá Premio a la Mejor Fotografía : Bloody Flesh (Ganado)
- Premio Especial Oso de Plata 1987: <i id="mwAlY">Caravaggio</i> (Ganado)
- Premio VMA 1994 a la mejor fotografía : " Amazing " (nominado)
- 1999 Premio Ariel de Plata a la Mejor Fotografía : The Comet (Nominada)